# St. Stephens (Alabama)
St. Stephens es un lugar designado por el censo ubicado en el condado de Washington en el estado estadounidense de Alabama. En el Censo de 2010 tenía una población de 495 habitantes y una densidad poblacional de 31,05 personas por km².

## Geografía
St. Stephens se encuentra ubicado en las coordenadas 31°33′6″N 88°3′38″O / 31.55167, -88.06056. Según la Oficina del Censo de los Estados Unidos, St. Stephens tiene una superficie total de 25.65 km², de la cual 25.58 km² corresponden a tierra firme y (0.28%) 0.07 km² es agua.

## Demografía
Según el censo de 2010, había 495 personas residiendo en St. Stephens. La densidad de población era de 31,05 hab./km². De los 495 habitantes, St. Stephens estaba compuesto por el 63.03% blancos, el 35.96% eran afroamericanos, el 0% eran amerindios, el 0.4% eran asiáticos, el 0% eran isleños del Pacífico, el 0% eran de otras razas y el 0.61% pertenecían a dos o más razas. Del total de la población el 0.61% eran hispanos o latinos de cualquier raza.